# アリスから魔法
『アリスから魔法』（アリスからマジック）は、松本夏実による日本の漫画作品。

## 概要
作者の松本にとっては『聖・ドラゴンガール』シリーズ終了後初の連載作品。『りぼん』2006年1月号から8月号まで連載された。単行本はりぼんマスコットコミックスから全2巻。いずれも版元は集英社。
児童文学の傑作のひとつ『不思議の国のアリス』をモチーフにした作品。主人公の朝比奈ありすの名称や衣装、さらにメインキャラにウサギがいることからもそれは窺える。
略称は「アリまほ」、「アリマジ」。

## あらすじ
タロット占いが好きな少女・朝比奈ありす。ある夜、大流星雨とともに空から落ちてきた一羽のウサギにぶつかってしまった。ミントと名乗るそのウサギが言うには、その流星雨の正体は、実は魔法王国ファンタジアから飛んできた魔法ジュエリーで、人間がそれに触れてしまったら、体内に取り込まれて大変なことになってしまうという。それを取り出すために、「アリスの鍵」なる物で人間の心の中に入り、探し出さなければならない。

## 登場人物
朝比奈ありす
本作の主人公。14歳の中学2年生。タロット占いが大好きで母親の形見であるタロットカードを大切に持ち歩いている。ウサギのミントと出会ったことで、アリスに変身し、「アリスの鍵」を使って人々の心の中に入り込み、悩みや不安を解決している。
日本人の父親とイギリス人の母親を持つハーフであるため生まれつき金髪だが、この髪色で苦労していることも多い。幼くして母親を亡くしたため、家事全般をこなす。
ミント
魔法王国ファンタジアの住人。正装をした真っ白なウサギ。性別は♂。女王に仕えており、礼儀正しく敬語で話す。世界中に散らばった魔法ジュエリーを集めるため、ありすに協力を願い出る。
神谷すばる
ありすのクラスメート。容姿端麗で成績優秀のため、よくモテる。ありすに何かとちょっかいをかける。

## 書誌情報
- 松本夏実 『アリスから魔法』 集英社〈りぼんマスコットコミックス〉全2巻

1. 2006年5月15日 第1刷発行 ISBN 4-08-856684-X
2. 2006年9月15日 第1刷発行 ISBN 4-08-856705-6